# آنالیز ریاضی

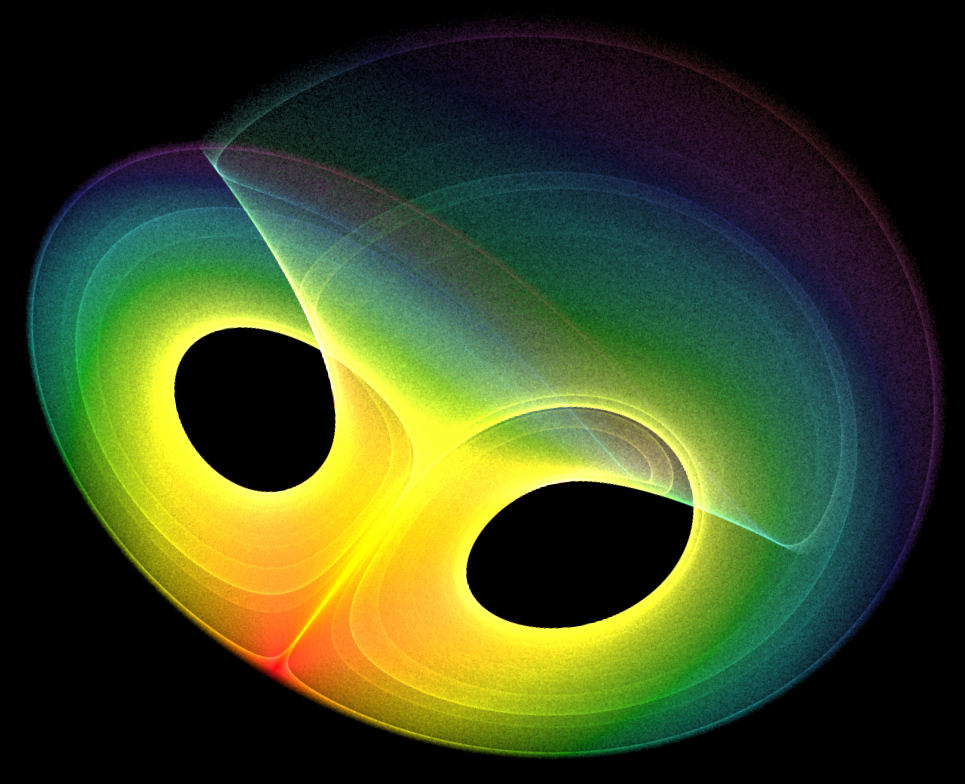
یک جاذب شگفت ناشی از معادله دیفرانسیل. معادلات دیفرانسیل بخش مهمی از آنالیز ریاضی؛ با بسیاری از کاربردها در علم و مهندسی است.

آنالیز ریاضی یا واکافت ریاضی بخشی از ریاضیات است که با مفاهیم حد و همگرایی سروکار دارد و در آن موضوعاتی مثل پیوستگی و انتگرال‌گیری و مشتق‌پذیری و توابع غیرجبری بررسی می‌شود. این موضوعات را معمولاً در عرصهٔ اعداد حقیقی یا اعداد مختلط و توابع مربوط به آن‌ها بحث می‌کنند ولی می‌توان آن‌ها را در هر فضائی از موجودات ریاضی که در آن مفهوم «نزدیکی» (فضای توپولوژیک) یا «فاصله» (فضای متریک) وجود دارد به کار برد. آنالیز ریاضی از کوشش‌های مربوط به دقیق کردن مبانی و تعریف‌های حسابان سر برآورده است.

## زیرشاخه‌ها
آنالیز ریاضی دارای چندین زیرشاخه به این شرح است:
- آنالیز حقیقی
- آنالیز مختلط
- آنالیز عددی
- آنالیز تابعی
- آنالیز هارمونیک
- آنالیز غیراستاندارد